# Embu-Guaçu
Embu-Guaçu é um município da Região Metropolitana de São Paulo, Região Geográfica Imediata de São Paulo, no estado de São Paulo, no Brasil. Localiza-se na Zona Sudoeste da Grande São Paulo, em conformidade com a Lei Estadual nº 1.139, de 16 de junho de 2011 e, consequentemente, com o Plano de Desenvolvimento Urbano Integrado da Região Metropolitana de São Paulo (PDUI). O município é formado pela sede e pelo distrito de Cipó-Guaçu.
O município possui uma área territorial de 155,641 km² e sua população foi estimada em 69 385 habitantes, conforme dados do IBGE de 2019. Considerando estes números, a densidade populacional estimada era de 445,8 habitantes por km². Já a população aferida pelo IBGE no Censo de 2010 foi de 62 769 habitantes, resultando naquele ano, em uma densidade populacional de 403,32 habitantes por km².

## História
No final do século XIX, em uma de suas andanças pelos sertões paulistas, o casal de sertanistas José Pires de Albuquerque e Emília Pires de Moraes Pedroso chegou à região onde, atualmente, está localizado Embu-Guaçu. Impressionados com a beleza natural da região, decidiram fixar residência e erguer a primeira casa, feita de taipas e mão de obra escrava, próximo ao Rio Santa Rita (hoje, patrimônio da família Svartman, fundadora da primeira indústria do município: a "Indústria Química Paulista S/A").
O povoado cresceu no início de 1900, com a chegada de imigrantes e novas famílias como os Roschel, os Creim, os Schunck, os Domingues, entre outros que constituíram as famílias pioneiras da região. Em 1920, José Pires de Albuquerque constrói a primeira indústria de farinha de mandioca.
Em 1932, Embu-Guaçu é elevado à condição de Vila, onde Benedito Roschel de Moraes inaugura a primeira casa comercial.

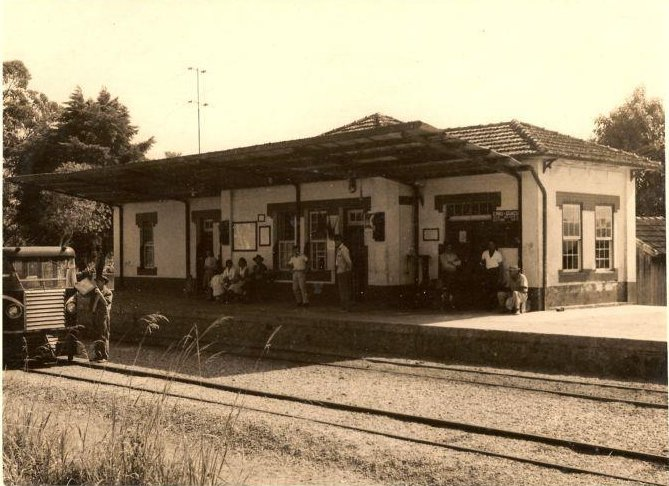
Estação Ferroviária de Embu Guaçu em meados da década de 1950

Por mais de meio século, a região apresentou um crescimento populacional, econômico e social bastante moroso, porém, com a chegada dos trilhos, a região começou a crescer em todos os sentidos. Em 1927, começaram as difíceis e demoradas obras de construção da ferrovia da Estrada de Ferro Sorocabana, com o ramal Mairinque-Santos, que desceria a Serra do Mar cruzando Embu-Guaçu, onde a obra chegou por volta de 1929. Em 1937, o novo ramal da ferrovia foi inaugurado.
A antiga Estrada de Ferro Sorocabana (1934-1971) transportava o café produzido no interior paulista para o porto santista. Nela, havia uma estação inaugurada em 5 de abril de 1934, onde houve tráfego de passageiros entre Embu-Guaçu e Santos até novembro de 1997. O nome da ferrovia foi, posteriormente, alterado para Ferrovia Paulista Sociedade Anônima (FEPASA: 1971-1998). Hoje, é administrada pela Rumo Logística, que opera o alto tráfego de trens de carga que cruzam o município,
Em 1944, Embu-Guaçu Guaçu foi elevado à categoria de distrito pelo decreto-lei nº 14.334/44, com uma área de 171 km², mas ainda sendo parte do município de Itapecerica da Serra.

### Emancipação
O município itapecericano detinha um sério problema de repasse de verbas devido sua grande extensão territorial, sendo incapaz de manter toda sua área. Em decorrência desta dificuldade, movimentos emancipacionistas ganharam força e Embu-Guaçu foi emancipado, a partir da Lei estadual nº 8 092, 20 de fevereiro de 1964. As eleições municipais foram convocadas para o dia 7 de março de 1965.
Em 28 de março de 1965, Embu-Guaçu foi elevado à categoria de município, ocorrendo, então, a primeira legislatura, com posse do Prefeito, Vice-Prefeito e Vereadores, e conquistando definitivamente sua emancipação político-administrativa.
A comissão do movimento Pró-Emancipação, que trabalhou no sentido de que toda documentação e exigências da Lei Orgânica do Município fossem apresentadas à Assembleia Legislativa do Estado, era composta por: presidente, Sr. Fioravante Francisco; quatro vices-presidentes, Alexandre Rodrigues Nogueira, Antônio Albuquerque Filho, Valdomiro Pereira Rodrigues, Walter dos Reis; Secretário Geral, Benedicto Roschel de Moraes; e quatro secretários, Nilton Higino Martins, Francisco O. Martins, Luiz G. Ávila de Macedo, Rafael Cau; Tesoureiro Geral, Antônio Roschel de Moraes; e quatro tesoureiros, Angelo Flose, Kyiotoschi Morita, Antenor Hervelha e Pedro Júlio da Rocha.

### Topônimo
"Embu-Guaçu" é um termo oriundo da língua tupi antiga e significa "cobra grande".
Seu primeiro nome foi Ilha de Itararé, pois se julgou que esta era uma grande ilha fluvial, tal a quantidade de rios na região. Depois, veio a denominação M'Boy-Guaçu, também de origem tupi e, finalmente, Embu-Guaçu. Todos esses nomes, inspirados no Rio Santa Rita, extenso e cheio de curvas sinuosas.

## Demografia

### População
| Crescimento populacional                             | Crescimento populacional | Crescimento populacional | Crescimento populacional |
| Ano                                                  | População Total          |                          | %±                       |
| ---------------------------------------------------- | ------------------------ | ------------------------ | ------------------------ |
| 1970                                                 | 10 280                   |                          | —                        |
| 1980                                                 | 21 038                   |                          | 104,6%                   |
| 1991                                                 | 36 277                   |                          | 72,4%                    |
| 2000                                                 | 56 916                   |                          | 56,9%                    |
| 2010                                                 | 62 769                   |                          | 10,3%                    |
| 2022                                                 | 66 970                   |                          | 6,7%                     |
| Fontes: Censos Demográficos IBGE e Estimativas SEADE |                          |                          |                          |

## Geografia
Uma análise da divisão territorial feita pelo Instituto Brasileiro de Geografia e Estatística em 1 de junho de 1995 e confirmada em 15 de julho de 1999 indicou que município é constituído de dois distritos: Embu-Guaçu (distrito sede) e Cipó-Guaçu.
Seus limites são Itapecerica da Serra a norte, a capital a leste, Juquitiba a sul, Itanhaém a sudeste e São Lourenço da Serra a oeste.

### Hidrografia
O Rio Embu-Guaçu é o principal rio da região, cujo nome deu origem ao topônimo do município.
Ele serve a Represa de Guarapiranga, com volume aproximado de 44% da sua capacidade total.
Outros cursos d'água, córregos e rios afluentes do rio Embu-Guaçu também atravessam o município. O principal deles é o Rio Santa Rita.
- Represa Guarapiranga
- Rio Embu-Guaçu
- Rio Santa Rita

### Meio ambiente
Embu-Guaçu apresenta 100% de seu território inserido em Área de Proteção de Mananciais (Leis Estaduais 898/75, 1172/76 e 9866/97), integrando também a Reserva da Biosfera da Mata Atlântica (Programa Man and Biosphere da UNESCO), estando ainda submetida ao Decreto Federal 750/93, bem como a outros instrumentos da legislação ambiental brasileira.
O município conserva vegetação natural, como manacás, angicos, jacaré-pau, bromélias, táfias, pau-incenso, araucárias, cedros, ipês e outras. Possui remanescentes da Mata Atlântica, paisagens belíssimas e diversidade tanto na fauna quanto na flora.
Parte das várzeas do rio Embu-Guaçu e do rio Santa Rita estão protegidas pelo Parque Ecológico Várzea do Embu-Guaçu, que ocupa um área de 129 hectares de Mata Atlântica, próxima ao centro do município de Embu-Guaçu.
O parque oferece área para recreação infantil e pesquisas naturais, além de preservar grande parte da belíssima fauna e flora de Mata Atlântica da região.

### Clima
O clima do município, como em toda a Região Metropolitana de São Paulo, é o subtropical. Verão pouco quente e chuvoso. Inverno ameno e sub-seco. A média de temperatura anual gira em torno dos 18 °C, sendo o mês mais frio julho e o mais quente fevereiro. O índice pluviométrico é de 2 000 milímetros anuais, concentrados nos meses de verão.
| Dados climatológicos para Embu-Guaçu | Dados climatológicos para Embu-Guaçu | Dados climatológicos para Embu-Guaçu | Dados climatológicos para Embu-Guaçu | Dados climatológicos para Embu-Guaçu | Dados climatológicos para Embu-Guaçu | Dados climatológicos para Embu-Guaçu | Dados climatológicos para Embu-Guaçu | Dados climatológicos para Embu-Guaçu | Dados climatológicos para Embu-Guaçu | Dados climatológicos para Embu-Guaçu | Dados climatológicos para Embu-Guaçu | Dados climatológicos para Embu-Guaçu | Dados climatológicos para Embu-Guaçu |
| Mês                                  | Jan                                  | Fev                                  | Mar                                  | Abr                                  | Mai                                  | Jun                                  | Jul                                  | Ago                                  | Set                                  | Out                                  | Nov                                  | Dez                                  | Ano                                  |
| ------------------------------------ | ------------------------------------ | ------------------------------------ | ------------------------------------ | ------------------------------------ | ------------------------------------ | ------------------------------------ | ------------------------------------ | ------------------------------------ | ------------------------------------ | ------------------------------------ | ------------------------------------ | ------------------------------------ | ------------------------------------ |
| Temperatura máxima média (°C)        | 25,2                                 | 25,2                                 | 24,7                                 | 22,9                                 | 20,9                                 | 19,9                                 | 19,4                                 | 20,2                                 | 21,1                                 | 21,9                                 | 23,2                                 | 24,4                                 | 22,4                                 |
| Temperatura média (°C)               | 20,7                                 | 20,9                                 | 20,2                                 | 18,3                                 | 16,1                                 | 14,9                                 | 14,2                                 | 15,1                                 | 16,3                                 | 17,4                                 | 18,7                                 | 19,9                                 | 17,7                                 |
| Temperatura mínima média (°C)        | 16,3                                 | 16,6                                 | 15,8                                 | 13,7                                 | 11,4                                 | 9,9                                  | 9,1                                  | 10,1                                 | 11,5                                 | 12,9                                 | 14,2                                 | 15,4                                 | 13,1                                 |
| Precipitação (mm)                    | 280                                  | 263                                  | 231                                  | 142                                  | 109                                  | 80                                   | 70                                   | 80                                   | 120                                  | 201                                  | 189                                  | 246                                  | 2 011                                |
| Fonte: Climate-Data.org              |                                      |                                      |                                      |                                      |                                      |                                      |                                      |                                      |                                      |                                      |                                      |                                      |                                      |

### Rodovias
- SP-214
- SP-216
- SP-234

### Ferrovias
- Linha Mairinque-Santos da antiga Estrada de Ferro Sorocabana[19]

## Infraestrutura

### Comunicações
O sistema de telefones automáticos foi inaugurado na cidade em 1980 pela Telecomunicações de São Paulo (TELESP), que também implantou o sistema de discagem direta à distância (DDD) em 1980 com o código de área (011).

## Economia
A economia de Embu-Guaçu é baseada em indústrias, principalmente de transformação e minerais não metálicos, como caulim, mica e feldspato, e metalúrgicas. Sua economia também é calcada na atividade rural, integrando o Cinturão Verde da Grande São Paulo.

## Esportes
Embu-Guaçu é uma das cidades com quantidades mais expressivas de medalhas estaduais de judô, modalidade esportiva esta que é massivamente ensinada gratuitamente na cidade.
Outra contribuição da cidade é a criação de uma variável do basquetebol que é o basquete de grama, ou grass basketbal, que é jogado na grama, e sem as delimitações tradicionais. Porém, este esporte ainda não foi homologado pela Confederação Brasileira de Basketball para que se torne uma modalidade oficial.

## Religião
O Cristianismo se faz presente na cidade da seguinte forma:

### Igreja Católica
- A igreja faz parte da Diocese de Campo Limpo.[24]

### Igrejas Evangélicas
- Assembleia de Deus Ministério do Belém.[25][26]
- Congregação Cristã no Brasil.[27]